# Sông Pechora
Sông Pechora là một con sông chảy qua nước cộng hòa tự trị Komi và vùng tự trị Nenets của Liên bang Nga. Chiều dài của nó khoảng 1.809 km, diện tích lưu vực khoảng 322.000 km².

## Thủy văn
Sông này bắt nguồn từ khu vực Bắc Ural trong phần đông nam của nước cộng hòa Komi, ở phần đầu chủ yếu chảy theo hướng tây nam. Từ đầu nguồn tới cửa sông Unjia thì sông Pechora có các đặc trưng của một con sông miền núi. Tại khu vực làng Jakshi (sau khi sông Volostnitsa đổ vào) nó đổi hướng lên phía bắc và chảy theo bình nguyên Pechora tới Ustj-Usa. Sau cửa sông Usa, nó đổi hướng sang phía tây, tạo thành một đoạn gấp khúc rộng với 2 khúc cong lớn. Lòng sông ở đây đạt tới độ rộng khoảng 2 km, trong thung lũng ven sông xuất hiện các đồng cỏ bãi bồi rộng lớn. Trong khu vực Ustj-Tsiljma (sau khi các sông Pizhma và Tsiljma đổ vào) thì Pechora một lần nữa lại chảy theo hướng bắc, trong đoạn này thì các bãi bồi rộng lớn của nó bị nhiều sông nhánh chia cắt.
Ở khoảng cách khoảng 130 km tới cửa sông thì Pechora phân chia thành hai nhánh- nhánh phía đông gọi là Pechora lớn và nhánh phía tây gọi là Pechora nhỏ. Ở gần hạ lưu hơn nữa, trong khu vực Naryan-Mar thì Pechora tạo nên một vùng châu thổ có chiều rộng khoảng 45 km và sau đó nó chảy vào vịnh Pechora, một vịnh nhỏ thuộc biển Barents tại Nosovaja.
Nguồn cung cấp nước của nó là hỗn hợp, nhưng chủ yếu là do tuyết. Các trận lũ băng mùa xuân xuất hiện vào cuối tháng Tư-đầu tháng Năm, lên cao nhất vào giữa tháng Năm. Mùa hè và mùa đông thì mực nước sông xuống thấp nhất. Mực nước thấp mùa hè diễn ra vào  giữa tháng Bảy cho đến tháng Tám, thường bị gián đoạn do mưa. Lượng nước xả ra trung bình tại cửa sông là khoảng 4.100 m³/s. Sông này đóng băng từ cuối tháng Mười; sự khai thông dòng chảy bắt đầu từ thượng nguồn và luôn kèm theo các khối băng bị ùn lại.
Giao thông thủy thường xuyên có thể tới khu vực Troitsko-Pechorsk, còn về mùa xuân và mùa thu thì tới Ustj-Unjia. Các tàu biển có thể ngược dòng tới Naryan-Mar (110 km từ cửa sông).
Các sông nhánh chính có:
- Tả ngạn: Mylva Bắc, Kozhva, Izhma, Pizhma, Tsiljma và Suda
- Hữu ngạn: Ilych, Shchugor, Usa, Laja, Shapkina.

## Kinh tế
Phát triển nghề đánh bắt cá, chẳng hạn như các loài cá hồi trắng như Coregonus lavaretus hay Coregonus albula.
Trong lưu vực sông Pechora người ta cũng tìm thấy các mỏ than đá, dầu mỏ và hơi đốt.
Các bến tàu chính trên sông Pechora là Narjian-Mar, Ustj-Tsiljma, Pechora.

## Sách tham khảo
- Gunn G. P, Печора — золотые берега, Moskva, 1972;
- Pystin M., "Печора" Экономико-географический очерк, Syktyvkar, 1974.
- E. A. Martel, "Les abimes, les eaux souierraines, les cavernes, les sources, la spelaeologie" (B., 1884),
- Fr. Kraus, "Hohlenkunde" (B., 1894).